# Hugh Laurie
Sir Hugh Laurie, CBE (Blackbird Leys, Oxford, 11 de juny de 1959) és un actor anglès, conegut pels seus papers juntament amb Rowan Atkinson a L'escurçó negre i en el paper del Dr. Gregory House. Al juny de 1989 va contraure matrimoni amb Jo Green. Resideix a Londres i té tres fills.

## Trajectòria

### Educació
Laurie va néixer i créixer a Oxford, i va estudiar a la Dragon School, una prestigiosa escola privada. Posteriorment, el 1978 va ingressar al Selwyn College de la Universitat de Cambridge, on va estudiar antropologia i arqueologia, especialitzant-se en antropologia social, i graduar-se l'any 1981 en el tercer de la seva promoció. El seu pare, metge de professió, va ser campió olímpic de rem als Jocs Olímpics d'Estiu de 1948, disputats a Londres. Laurie, també va seguir la tradició familiar i es va dedicar al rem, on va representar a la Universitat de Cambridge en la tradicional regata entre aquesta universitat i la d'Oxford pel riu Tàmesi l'any 1980. Aquell any, Oxford va guanyar la cursa per cinc peus.
Una malaltia vírica, febre glandular (mononucleosi) el va forçar a abandonar el rem i va decidir incorporar-se al Cambridge Footlights, un grup d'on han sortit un gran nombre d'actors còmics britànics, com ara els Monty Python. Allà hi va conéixer Emma Thompson, amb qui va mantenir una relació sentimental i una gran amistat. Va ser ella qui el va presentar al seu futur company de paròdies Stephen Fry. Laurie, Fry i Thompson van interpretar el paper d'uns representants del Footlights College de la imaginària Universitat d'Oxbridge parodiant les dues universitats més prestigioses del Regne Unit en un capítol de la sèrie Els joves titulat Bambi, on s'enfrontaven als protagonistes de la sèrie en un concurs de preguntes. Entre els anys 1980 i 1981, el seu últim any d'universitari, Laurie es va convertir en president de la Cambridge Footlights amb Thompson de vice-presidenta.

### Carrera

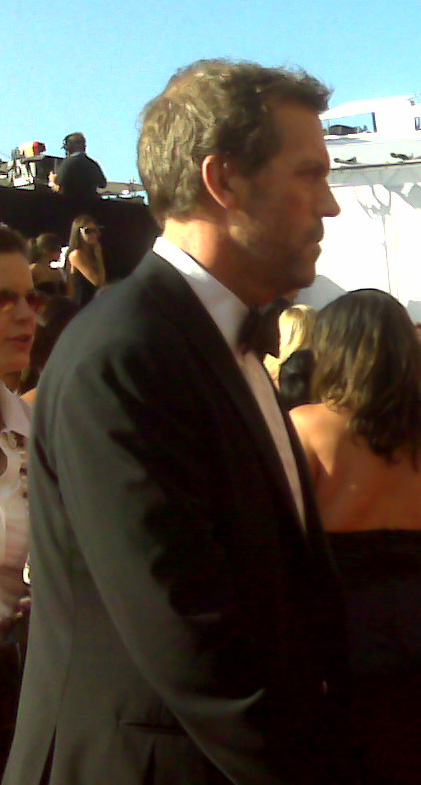
Hugh Laurie en els premis Emmy 2007

Laurie i Fry van començar a treballar conjuntament en diferents projectes durant les dècades de 1980 i 1990. Entre aquests, es troba la participació en la sèrie L'escurçó negre, escrita per Ben Elton i Richard Curtis i interpretada per Rowan Atkinson, en la que Laurie va interpretar diferents papers com el del Príncep de Gal·les o el d'un tinent de la Primera Guerra Mundial. Posteriorment, va venir diferents programes per a la BBC com A Bit of Fry and Laurie i The television series Jeeves and Wooster. Tots dos també van treballar en diferents projectes de caràcter benèfic com Hysteria! 1, 2 & 3 i Amnesty International's The Secret Policeman's Third Ball i, finalment, en la pel·lícula Els amics de Peter.
Altres aparicions de Laurie va ser a Sentit i sensibilitat amb Emma Thompson (1995), 101 Dalmatians (1996), Maybe Baby (2000), Girl from Rio i, sobretot, el paper de pare adoptiu del ratolí Stuart Little, on Laurie va sorprendre per la seva facilitat en adaptar el seu anglès a la variant estatunidenca.
Laurie també va publicar diferents novel·les: la primera, The Gun Seller (1996), va aconseguir ser un best-seller. En aquests moments està treballant en una segona novel·la i en l'adaptació cinematogràfica de la primera.
A nivell de televisió, més enllà de L'escurçó negre i Els Joves, Laurie va aparèixer al capítol The One With Ross's Wedding, Part Two de la sèrie Friends l'any 1998. També ha aparegut regularment a la sèrie de la BBC Spooks i Fortysomething.
Finalment, el 2004, va aconseguir arribar al públic dels Estats Units d'Amèrica amb la seva participació en la sèrie de televisió House, MD, on va interpretar al Dr. House, metge genial i egocèntric especialitzat en diagnòstic. El 2005 va ser nominat a un premi Emmy pel seu paper a la sèrie. Tot i que no va guanyar, el 2006 i el 2007 va rebre un Globus d'Or i el 2007 i el 2009 el premi Sindicat d'Actors de Cinema. Laurie també va rebre un gran augment de sou, del que es rumorejava que va ser una suma mitjana de cinc xifres a 350.000 dòlars per episodi. El 2006 no va ser nominat als Emmys, aparentment per a indignació dels executius de la Fox, però tot i així va aparèixer en una introducció amb guió i gravada prèviament, on va parodiar el seu personatge de House diagnosticant ràpidament el presentador Conan O'Brien i després procedint a palpar-lo mentre aquest li demanava ajuda per arribar als Emmys a temps. Més tard, va parlar en francès mentre presentava un Emmy amb Dame Helen Mirren, i des de llavors va ser nominat el 2007, 2008, 2009, 2010 i 2011. House MD va finalitzar el 2012 en la seva vuitena temporada per decisió del mateix actor i dels productors.
L'any 2007 va ser condecorat per la reina Elisabet II del Regne Unit amb el títol d'Oficial de l'Imperi Britànic, afegint l'opció de Sir al seu nom.
Laurie va interpretar el traficant d'armes Richard Onslow Roper a la minisèrie de la BBC1 The Night Manager. La sèrie va començar a rodar-se a la primavera del 2015 i es va emetre per primera vegada a la BBC. Va ser nominat a dos premis Emmy pel seu treball i va guanyar el Globus d'Or al millor actor secundari en sèrie, minisèrie o telefilm. A més de ser productor executiu de la sèrie al costat de Tom Hiddleston, també va ser el primer paper de Laurie a la televisió britànica en tretze anys.
Laurie va interpretar el Dr. Eldon Chance, un neuropsiquiatra forense amb seu a San Francisco, a la sèrie de thriller de Hulu Chance, que va durar dues temporades, del 2016 al 2017. El 2018, Laurie va tenir un petit paper a la pel·lícula fortament criticada Holmes & Watson.
El 2019, Laurie va aparèixer a la pel·lícula The Personal History of David Copperfield, del creador de Veep, Armando Iannucci, una adaptació de la novel·la David Copperfield de Charles Dickens. Aquell mateix any es va anunciar que també treballaria amb Iannucci a la propera comèdia espacial Avenue 5 per a HBO. La segona temporada de la sèrie es va estrenar el 10 d'octubre de 2022, amb Laurie repetint el seu paper de capità Ryan.
El 2024 va protagonitzar Eric Peterson a la tercera temporada de Tehran. Laurie també va encapçalar el thriller dramàtic The Wanted Man per a Apple TV+ com al criminal Felix Carmichael. Es va anunciar que Laurie posarà la veu d'Albus Dumbledore a Harry Potter: The Full-Cast Audio Editions d'Audible i Pottermore Publishing, i el primer audiollibre es publicarà el 4 de novembre de 2025.

## Filmografia
Filmografia:
| Any        | Títol                                                 | Paper                                          | Notes                                            |
| ---------- | ----------------------------------------------------- | ---------------------------------------------- | ------------------------------------------------ |
| 1981       | The Cellar Tapes                                      | Diversos personatges                           | També fou guionista                              |
| 1983       | Alfresco                                              | Diversos personatges                           | També fou guionista                              |
| 1983       | The Crystal Cube                                      | Max Belhaven Diversos personatges              |                                                  |
| 1984       | Els joves                                             | Lord Monty                                     | Episodi: "Bambi"                                 |
| 1985       | Letters From a Bomber Pilot                           | Oficial Bob Hodgson                            | Thames Televison Film                            |
| 1985       | Plenty                                                | Michael                                        |                                                  |
| 1985       | Mrs. Capper's Birthday                                | Bobby                                          |                                                  |
| 1985       | Happy Families                                        | Jim                                            |                                                  |
| 1986       | Blackadder II                                         | Simon Partridge Prince Ludwig l'Indestructible |                                                  |
| 1986       | Platoon                                               | Pte Trevor                                     |                                                  |
| 1987       | Filthy Rich & Catflap                                 | N'Bend                                         |                                                  |
| 1987       | Blackadder the Third                                  | George, Prince of Wales, The Prince Regent     |                                                  |
| 1988       | Blackadder's Christmas Carol                          | Príncep George Lord Pigmot (futur)             |                                                  |
| 1989–1995  | A Bit of Fry & Laurie                                 | Diversos personatges                           | També guionista                                  |
| 1989       | Blackadder Goes Forth                                 | Honorable George Colhurst St. Barleigh         |                                                  |
| 1989       | Strapless                                             | Colin                                          |                                                  |
| 1989       | The New Statesman                                     | Cambrer                                        |                                                  |
| 1990–1993  | Jeeves and Wooster                                    | Bertie Wooster                                 |                                                  |
| 1992       | Els amics d'en Peter                                  | Roger Charleston                               |                                                  |
| 1993       | All or Nothing at All                                 | Leo Hopkins                                    | Telepel·lícula                                   |
| 1993–1995  | The Legends of Treasure Island                        | Squire Trelawney                               | Actor de veu                                     |
| 1994       | A Pin for the Butterfly                               | Oncle                                          | Telepel·lícula                                   |
| 1995       | Sentit i sensibilitat                                 | Mr. Palmer                                     |                                                  |
| 1996       | Tracey Takes On...                                    | Timothy Bugge                                  | Temporada 1                                      |
| 1996       | 101 Dalmatians                                        | Jasper                                         |                                                  |
| 1997       | Spiceworld                                            | Poirot                                         |                                                  |
| 1997       | Els Borrowers                                         | Oficial Oliver Steady                          |                                                  |
| 1997       | The Ugly Duckling                                     | Tarquin                                        | Veu                                              |
| 1998       | Friends                                               | Gentleman on the Plane                         | Episodi: "The One with Ross's Wedding"           |
| 1998       | The Bill                                              | Harrap, a Barrister                            |                                                  |
| 1998       | L'home de la màscara de ferro                         | Pierre, The King's Advisor                     |                                                  |
| 1998       | Cousin Bette                                          | Baron Hector Hulot                             |                                                  |
| 1999       | Blackadder: Back & Forth                              | Viscount George Bufton-Tufton/Georgius         |                                                  |
| 1999       | Stuart Little                                         | Mr. Frederick Little                           |                                                  |
| 2000       | Randall & Hopkirk (Deceased)                          | Dr. Lawyer                                     | Episodi: "Mental Apparition Disorder"            |
| 2000       | Maybe baby: Un bebè molt desitjat                     | Sam Bell                                       |                                                  |
| 2001       | Girl from Rio                                         | Raymond Woods                                  |                                                  |
| 2001       | Life with Judy Garland: Me and My Shadows             | Vincente Minnelli                              |                                                  |
| 2001       | Family Guy                                            | Propietari del bar                             | Veu Episodi: "One If by Clam, Two If by Sea"     |
| 2001       | Discovering the Real World of Harry Potter            | Narrador                                       | Veu                                              |
| 2002       | Stuart Little 2                                       | Mr. Frederick Little                           |                                                  |
| 2002       | Spooks                                                | Jools Siviter                                  |                                                  |
| 2003       | The Young Visiters                                    | Lord Bernard Clark                             |                                                  |
| 2003       | Fortysomething                                        | Paul Slippery                                  |                                                  |
| 2003       | Stuart Little: The Animated Series'                   | Mr. Frederick Little (veu)                     | Episodi: "The Meatloaf Bandit"                   |
| 2004–2012  | House, MD                                             | Dr. Gregory House                              | Protagonista                                     |
| 2004       | Fire Engine Fred                                      |                                                |                                                  |
| 2004       | El vol del Fènix                                      | Ian                                            |                                                  |
| 2005       | Valiant                                               | Comandant Gutsy                                | Veu                                              |
| 2005       | The Big Empty                                         | Doctor #5                                      |                                                  |
| 2006       | Stuart Little 3: Call of the Wild                     | Mr. Frederick Little                           | Veu                                              |
| 2006, 2008 | Saturday Night Live                                   | Diversos personatges                           | Temporada 32, episodi 4 Temporada 34, episodi 11 |
| 2008       | Street Kings                                          | Capità Biggs                                   |                                                  |
| 2009       | Monsters vs. Aliens                                   | Dr. Cockroach, Ph.D.                           | Veu                                              |
| 2009       | Monsters vs. Aliens: Mutant Pumpkins from Outer Space | Dr. Cockroach, Ph.D.                           | Veu                                              |
| 2010       | Family Guy                                            | Gregory House / ell mateix                     | Veu Episodi: "Business Guy"                      |
| 2010       | The Simpsons                                          | Roger                                          | Veu Episodi: "Treehouse of Horror XXI"           |
| 2010       | Fry and Laurie Reunited                               |                                                |                                                  |
| 2011       | Hop                                                   | Mr Bunny                                       | Veu                                              |
| 2015       | Tomorrowland                                          | David Nix                                      |                                                  |
| 2015-2017  | Veep                                                  | Tom James                                      |                                                  |
| 2016       | The Night Manager                                     | Richard Roper                                  |                                                  |
| 2016-2017  | Chance                                                | Eldon Chance                                   |                                                  |
| 2019       | Catch-22                                              |                                                |                                                  |
| 2020       | Avenue 5                                              |                                                |                                                  |